# Bonneterie Bosteels-De Smeth

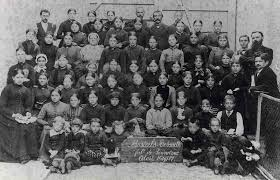
Personeel van de bonneterie Bosteels-De Smeth in 1887.

Bonneterie Bosteels-De Smeth (voluit NV Bonneterie Bosteels-De Smeth, afgekort als NV BBDS) is een voormalige breigoedfabriek (bonnetterie) uit het Belgische Aalst. Sinds de jaren 1950 werd het bedrijf vooral bekend als kousenfabrikant onder de naam du Parc.

## Geschiedenis

### Oprichting en groei
De Bonneterie Bosteels-De Smeth werd tussen 1875 en 1880 in Aalst onder de naam Bosteels - De Smeth opgericht door het echtpaar Gustaaf Bosteels en Marie-Cecile De Smeth. Plaatselijk werd het bedrijf gekend als "Bosteels". Aanvankelijk was het bedrijf gevestigd in twee huizen in de Zonnestraat in Aalst en werden er enkel gebreide handschoenen gemaakt. Al snel groeide de productie en het werkhuis. Anno 1887 werkten er reeds minstens 62 personeelsleden (zie foto). In 1898 werden de twee huizen afgebroken en werd er een breigoedfabriek gebouwd.
In 1902 overleed Gustaaf Bosteels onverwacht op 51-jarige leeftijd. Zijn vrouw Marie De Smeth leidde het bedrijf dan enkele jaren alleen. In 1914 nam zoon Leopold Bosteels de leiding over. Hij was toen slechts 22 jaar en bleef meer dan 30 jaar aan het roer. Tijdens of onmiddellijk na de Eerste Wereldoorlog werd de productie uitgebreid naar kousen. In 1919 had het bedrijf reeds 200 werknemers in dienst. Steeds meer schakelde het bedrijf over naar de productie van wollen en katoenen dameskousen. In 1921 werd de fabriek in de Zonnestraat nog uitgebreid.
In 1922 werd een nieuwe fabriek gebouwd in de Erembodegemstraat te Aalst. Op die plaats zou het bedrijf tot het einde gevestigd blijven. Er werden alleen nog dameskousen gemaakt. In plaats van de oudere handbreimachines werden Cottonmachines en rondbreimachines geplaatst, wat toeliet om kousen zonder naad te maken, met verschillende maten te werken en meerdere kousen tegelijk te produceren. De productie verhoogde hierdoor fors, maar vergde ook specifiek opgeleid personeel. De eerste jaren bleven de gebouwen in de Zonnestraat ook nog in gebruik voor de productie en opslag van handschoenen; in 1953 werd deze fabriek zelfs een tweede keer vergroot. In 1965 werd deze productie stopgezet. De gebouwen werden nog een tijd gebruikt als opslagruimte, om uiteindelijk in 1976 verkocht te worden. De fabriek in de Erembodegemstraat breidde stelselmatig uit tot ze in 1995 een oppervlakte van 3,8 ha besloeg.
In februari 1927 werd het bedrijf een naamloze vennootschap met als naam NV Bonneterie Bosteels-De Smeth en als doel "de uitbating van een breigoedfabriek". In 1933 werden er jaarlijks 3,5 miljoen paar dameskousen gemaakt. In 1939 had het bedrijf een honderdtal machines in dienst en ongeveer 900 personeelsleden. Dat jaar werd ook voor het eerst met nylon gewerkt.

### Du Parc
In 1953 werden voor het eerst dameskousen onder de merknaam du Parc op de markt gebracht. Hiermee zou het bedrijf geschiedenis maken. Met de nieuwste technieken werden fijne en toch sterke nylonkousen gemaakt. Later volgden de panty's.

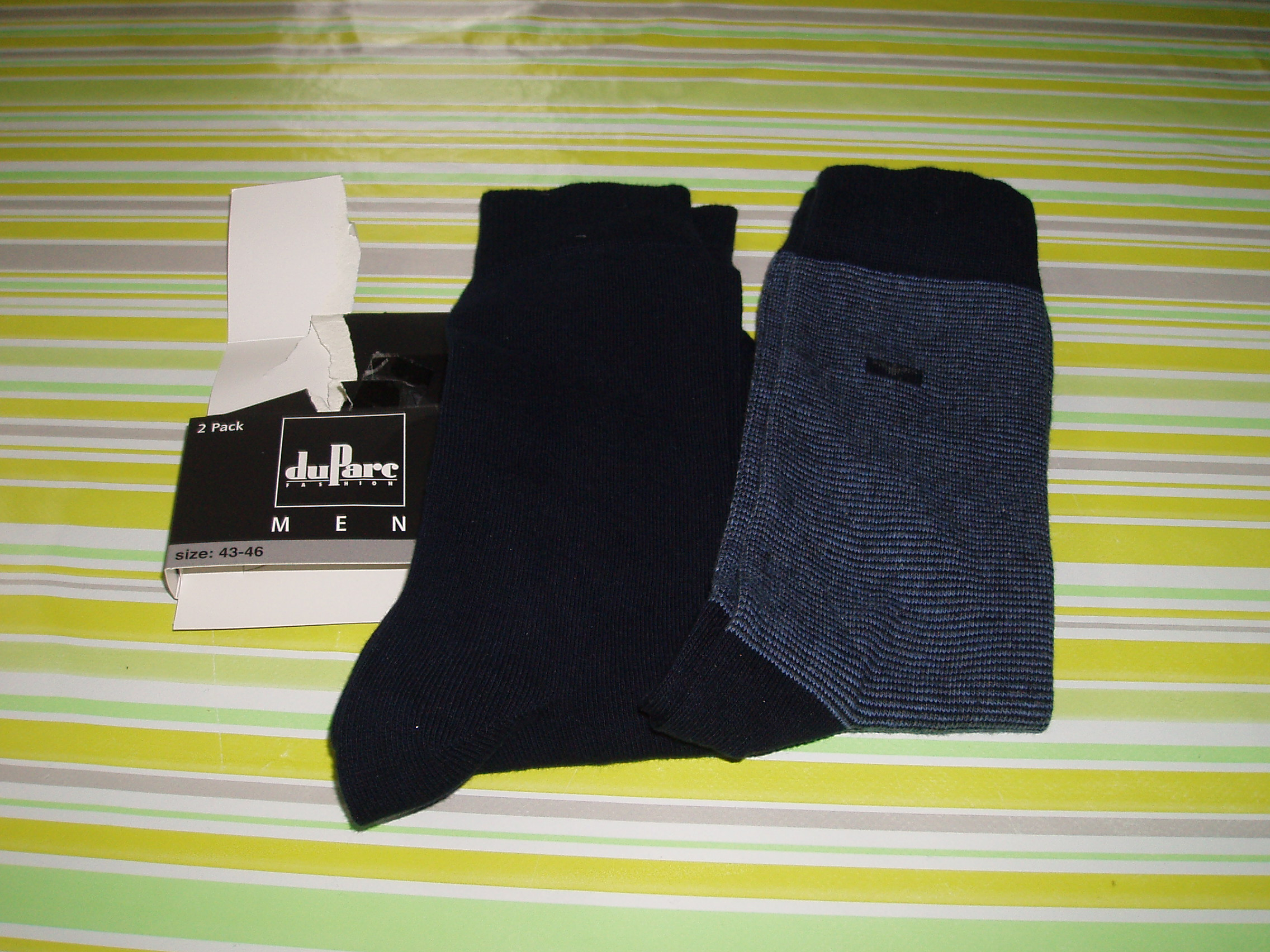
DuParc herenkousen anno 2015.

De merknaam verwijst naar de ligging van het bedrijf in de Erembodegemstraat: nabij het stadspark van Aalst. Omdat het Frans de toonaangevende taal was in de modewereld, werd een Franse naam gekozen. Sinds het succes van de kousen werd het bedrijf in zijn geheel door de werknemers en omwonenden gewoon "du Parc" genoemd in plaats van "Bosteels". Door het succes van de kousen verwierf het bedrijf in België lange tijd een monopolie op vlak van dameskousen en groeide het personeelsbestand in de jaren 1960 tot ongeveer 1000 medewerkers, waarvan meer dan twee derde vrouwen.

### Binnenlandse overnames
In 1933 nam de Bonneterie Bosteels-De Smeth het Aalsters bedrijf "Labor" over om het in te richten voor de productie van heren- en kinderkousen; later kwamen er ook dameskousen bij. Hierdoor groeide de bedrijfsoppervlakte tot 5 ha.
In 1941 kocht het bedrijf een meerderheidsaandeel in de Brusselse "NV Roemer", die gespecialiseerd was in het verven, veredelen en krimpvrij maken van katoen.
In 1965 werd in Tienen een bedrijf, gespecialiseerd in lingerie, overgenomen. Het kreeg de nieuwe naam "NV Lingerel" en bracht lingerie op de markt onder meer met de naam "Actu'elle". De vennootschap verliep op 1 januari 1978 en omwille van tegenvallende resultaten werd deze niet verlengd. Lingerel werd in vereffening gesteld.

### Andere ontwikkelingen
Toen in de jaren 1960 de panty's opkwamen, was het bedrijf ook hier snel bij, met groot succes. Rond 1980 draaiden er 700 machines dag en nacht. Eind jaren 60 was er een sterke opkomst van discountwinkels, waar massaproducten goedkoop werden aangeboden. Om het kwaliteitsmerk "du Parc" te behouden, werd in 1969 een tweede, minder afgewerkt en daardoor goedkoper merk gelanceerd: Minouche. Minouche kende eveneens succes en bleef tot eind de jaren 1990 behoren tot de meest verkochte merken in de warenhuizen.
Eind jaren 60 - begin jaren 70 begon echter het verval van de breidgoedindustrie. In België waren rond 1960 nog 28 bedrijven lid van de beroepsvereniging FABACO (dameskousen en panty's), maar in 1974 waren dat er nog slechts 4. De mode was veranderd en de concurrentie van de lagelonenlanden was scherp. Tussen 1970 en 1979 daalde de Belgische productie van kousen en panty's met ongeveer 70%. In 1979 was de Bonneterie Bosteels-De Smeth goed voor 83% van de Belgische productie van kousen en panty's. Toen werkten er nog 700 personeelsleden.
Om nieuwe wegen te zoeken, werd na een marktstudie gekozen om zich vanaf 1979 bijkomend te richten op sportkousen. Omdat aan individuele sporten werd gedacht, lag tennis voor de hand. De nieuwe lijn kreeg de naam du Parc Sport en werd op grootse wijze gelanceerd met een tennistoernooi op 23, 24 en 25 november: het Belgian Indoor Championship Challenge Du Parc, met Björn Borg als belangrijkste naam op de affiche. Omdat Borg gebonden was aan een reeds lopend sponsorcontract, mocht hij niet met kousen van "du Parc Sport" spelen. Later tekende hij wel een contract waarin hij zich ertoe verbond om van 1 januari 1981 tot 1 januari 1984 te spelen met sportsokken van du Parc. Toen Borg echter in 1982 plots besliste om te stoppen met tennis omdat hij er geen plezier meer in vond, was dit voor du Parc een koude douche.
In de jaren 1980 was het productiepark van het bedrijf verouderd, waardoor het veel minder kon produceren dan de concurrentie. Een analyse van 1982 toonde dat dameskousen en panty's toen goed waren voor 63% van de omzet, sokken en driekwartkousen stonden voor 28% en damesslips voor 7% van de omzet. Naast de grote merken "du Parc" en "Minouche", verkocht het bedrijf nog de kleinere merken "Quiz", "Conny" en "Balma". Voor enkele warenhuizen werden ook de huismerken gemaakt.
Voor de export was Nederland de belangrijkste bestemming.
De jaren 1990 zorgden voor een verdere achteruitgang. De textielnijverheid bleef arbeidsintensief en de hoge kosten op arbeid verzwakten de concurrentiepositie. Daarom volgden een aantal reorganisaties met drastische personeelsafvloeiingen en in 1995 het sluiten van de afdeling van het vroegere "Labor". Het bedrijf behield dan nog 200 werknemers.
In 1996 werd de naam na een nieuwe herstructurering gewijzigd in NV Bosmeth. In 1998 werd de naam opnieuw veranderd in The Bosteels Group. Deze naamswijziging kaderde in de internationalisering van het bedrijf. Als laatste overlevingspoging volgde het bedrijf het advies om te mikken op schaalvergroting en goedkopere productie. Enkele nieuwe, ditmaal buitenlandse, overnames kaderden in deze strategie. In 1998 werd het Roemeense kousenbedrijf Adesgo overgenomen. Dit was een zeer groot bedrijf, dat jaarlijks 17 miljoen panty's maakte, vooral onder de naam "Adesgo" en in mindere mate "Diamant" en "Elegant". Nog hetzelfde jaar werd een intentieovereenkomst tot overname ondertekend met het tweede grootste Poolse kousenbedrijf "Syntex SA". Begin 1999 nam Bosteels een meerderheidsparticipatie in een ander Roemeense sokkenfabriek: "Elca SA".

## Faillissement en overname van de naam "du Parc"
Tot 1998 bleef een groot deel van de productie in Aalst. In 1998 stopte dit. Het grootste deel van het budget en het machinepark verhuisde naar Oost-Europa. Het gebouw in de Erembodegemstraat werd nog enkel gebruikt als logistiek centrum. Er werkte nog alleen commercieel personeel. Tot dan werkten er nog 146 personeelsleden. Een 135 daarvan verloren toen hun job. De investerings- en herstructureringskosten liepen echter hoger op dan ingeschat, waardoor het bedrijf in financiële problemen kwam. Eind 2000 kon het de achterstallige betalingen niet meer aflossen. Op 1 maart 2001 werd het bedrijf failliet verklaard. Nog 70 personeelsleden werden hierdoor werkloos. De familie Bosteels had tot op het einde de leiding in handen gehouden.
De merknaam "du Parc" werd in 2001 overgenomen door het Nederlandse bedrijf Nedac Sorbo. Het kousenmerk leeft verder als duParc en werd ondergebracht bij Sorbo Fashion. De kousen worden vooral in Nederland en België verkocht.
De buitenlandse afdelingen werden eveneens verkocht en bestaan nog steeds.

## Varia
- Het grootste deel van het archief van NV Bonneterie Bosteels-De Smeth werd in 2001 overgedragen aan het Documentatiecentrum en Archief voor Daensisme en Hedendaagse Geschiedenis van de Denderstreek (D.A.D.D. vzw).[4] De documenten worden sindsdien bewaard in het stadsarchief van Aalst. In 2007 en 2008 werd de inventarisatie en valorisatie van het archief Bonneterie Bosteels-De Smeth ("project du Parc") uitgevoerd en afgerond.[5]
- In 2014 werd een aflevering van de Vlaamse televisiereeks Publiek geheim gewijd aan Du Parc in Aalst.[6]